# Skorotice
Skorotice (in tedesco Skorotitz) è un comune ceco situato nel distretto di Žďár nad Sázavou, nella regione di Vysočina.